# Henry Ford & Son

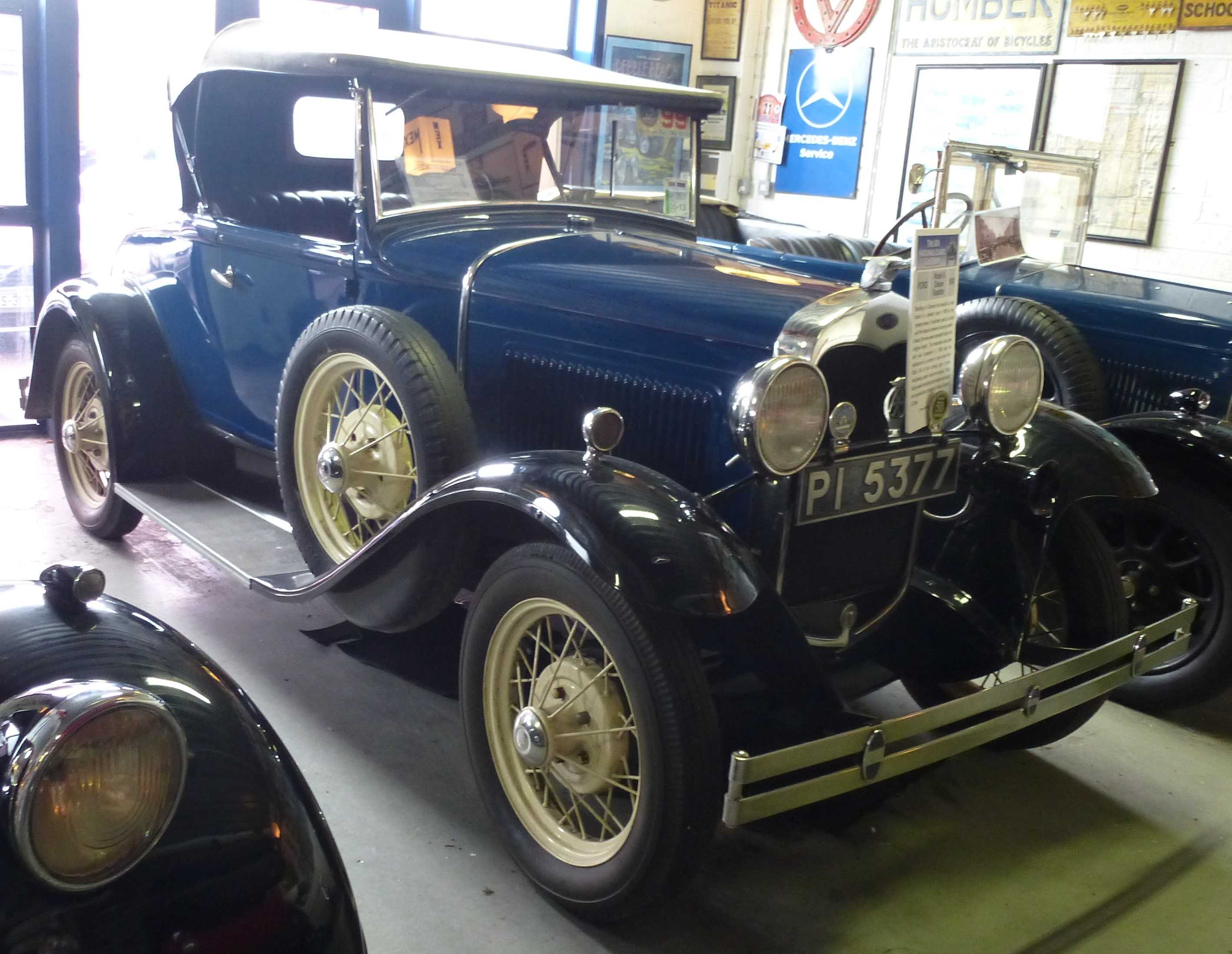
Ford Modell A aus irischer Produktion

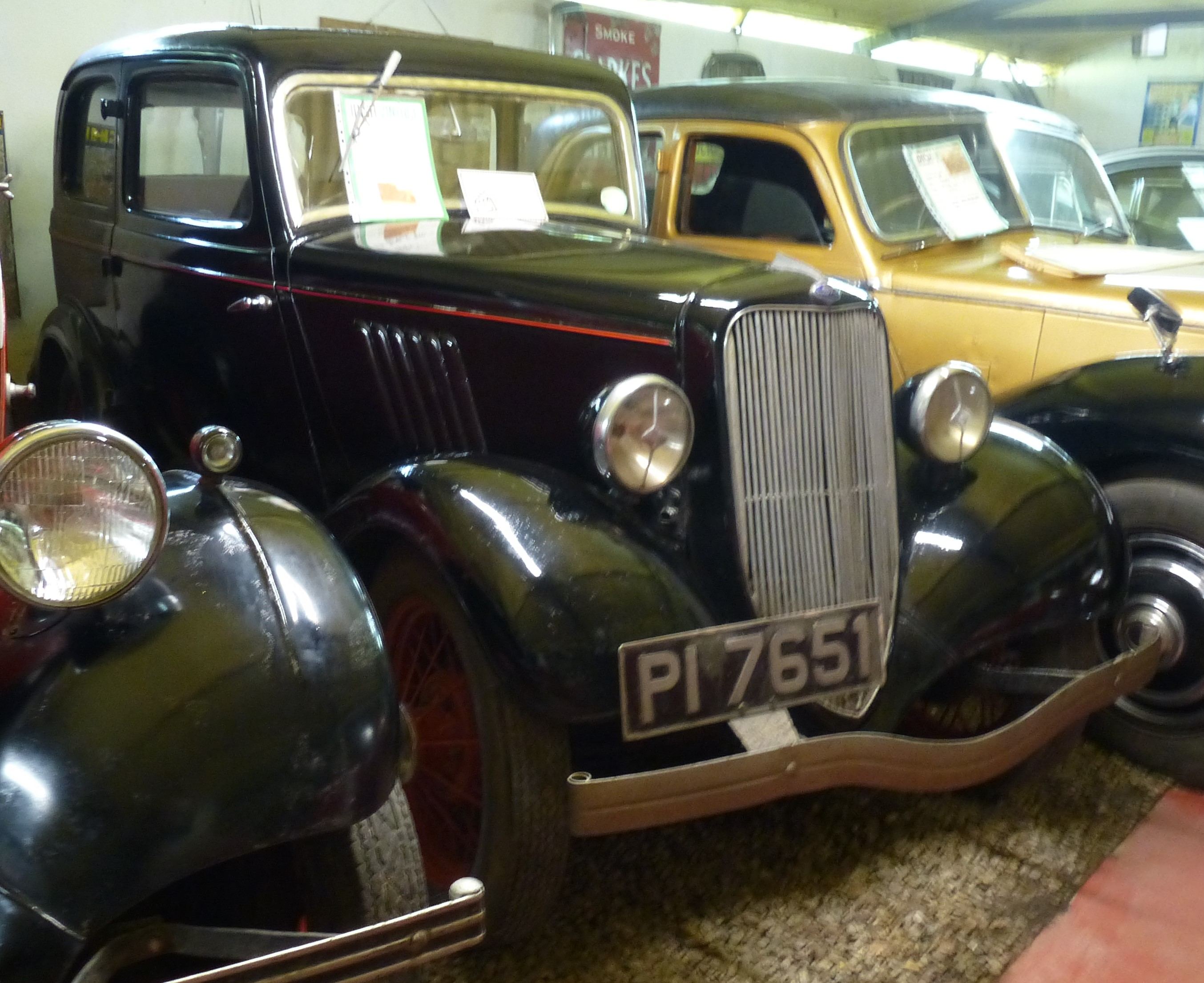
Ford Modell Y

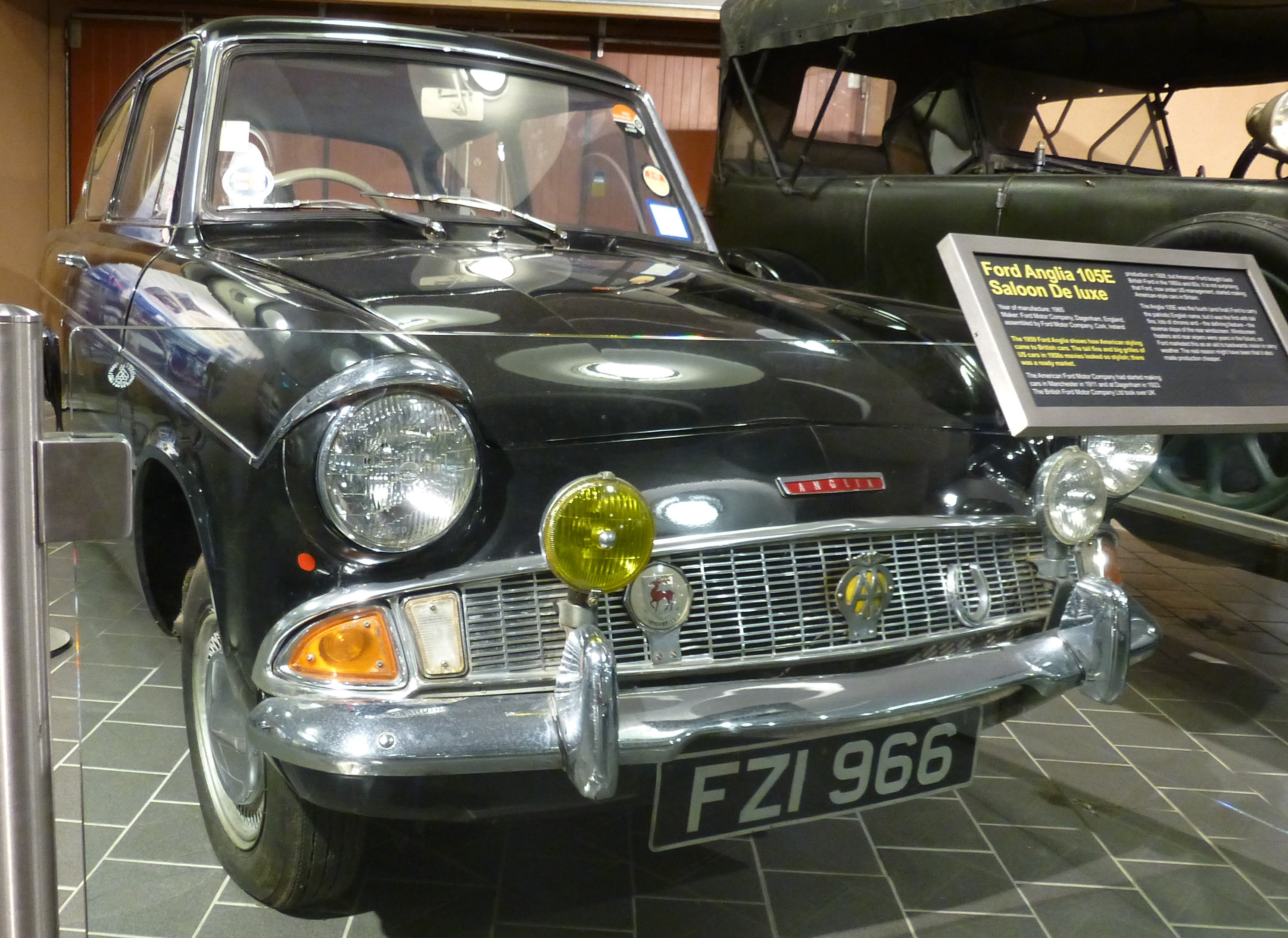
Ford Anglia 105 E

Henry Ford & Son ist ein aktuelles irisches Unternehmen. Mit einem Montagewerk für Kraftfahrzeuge war es Teil der Automobilindustrie in Irland.

## Unternehmensgeschichte
Henry Ford gründete am 17. April 1917 das Unternehmen in Cork im Süden Irlands. Es stellte ab Juli 1919 Traktoren der Marke Fordson her. 1920 entstanden 3626 Traktoren. Die Pläne beliefen sich allerdings auf 20.000 jährlich. So begann zusätzlich die Produktion von Teilen für Ford of Britain. Da Irland damals noch Teil des Vereinigten Königreichs war, fielen keine Zölle an. Nachdem am 6. Dezember 1922 der Irische Freistaat gegründet wurde, kündigte die britische Regierung an, ab 1. April 1923 Zoll für Lieferungen aus Irland zu erheben. Dadurch wurden Lieferungen unwirtschaftlich. Die Traktorenproduktion endete am 29. Dezember 1922. Da Ford of Britain ein neues großes Werk in Dagenham baute und vor dessen Fertigstellung Bedarf hatte, wurden trotzdem Motoren und Hinterachsen für das Ford Modell T nach England geliefert. Auch andere Fordwerke in Europa wurden beliefert. In Frage kommen Ford France und Ford Deutschland ab 1925. 
Quasi nebenbei wurden Personenkraftwagen für den einheimischen Markt montiert. Bis zur Einstellung des Ford Modell T im Dezember 1927 entstanden über 10.000 Stück in Irland. Außerdem entstanden Lastkraftwagen. Ab 1928 wurden Ford Modell A aus England nach Irland geliefert und dort mit Motoren ausgestattet. Der Standardmotor war aufgrund seines Hubraums und der Einstufung nach RAC Horsepower benachteiligt. Daher entwickelte das Unternehmen einen kleineren Motor, der anstatt mit 24 HP nur mit 14,9 HP eingestuft war, und lieferte diese Motoren auch an andere Fordwerke in Europa und Japan.
Am 1. April 1929 begann erneut die Produktion von Traktoren. Es war zu der Zeit weltweit das einzige Traktorenwerk von Ford. Die Wirtschaftskrise von 1932 und erneute Zölle bewirkten eine Verlegung der Traktorenproduktion nach Dagenham. Ab dieser Zeit war es ein reines Montagewerk.
Nach kriegsbedingter Unterbrechung wurde im Februar 1946 die Fahrzeugproduktion fortgesetzt. Erst 1984 endete sie. Ford war jahrzehntelang Marktführer in Irland.

## Fahrzeuge
Überliefert sind Modell T, Modell A, Ten, V8, Prefect, Anglia, Thames 400 E, Cortina und Escort.

## Pkw-Produktionszahlen
| Jahr      | Zulassungszahlen |
| --------- | ---------------- |
| 1934      | nicht bekannt    |
| 1935      | nicht bekannt    |
| 1936      | 5.196            |
| 1937      | 5.893            |
| 1938      | 4.608            |
| 1939      | 3.357            |
| 1946–1953 | nicht bekannt    |
| 1954      | 6.399            |
| 1955      | 6.894            |
| 1956      | 4.426            |
| 1957      | 4.728            |
| 1958      | 6.329            |
| 1959      | 7.198            |
| 1960      | 9.914            |
| 1961      | 9.881            |
| 1962      | 9.886            |
| 1963      | nicht bekannt    |
| 1964      | 12.628           |
| 1965      | 12.664           |
| 1966      | 11.041           |
| 1967      | 11.306           |
| 1968      | 14.037           |
| 1969      | 12.991           |
| 1970      | 14.832           |
| 1971      | 11.221           |
| 1972      | 13.541           |
| 1973      | 18.173           |
| 1974      | 15.162           |
| 1975      | 15.571           |
| 1976      | 18.837           |
| 1977      | 23.246           |
| 1978      | 29.753           |
| 1979      | 24.063           |
| 1980      | 20.758           |
| 1981      | 22.893           |
| 1982      | 16.593           |
| 1983      | 13.069           |
| 1984      | 12.213           |
| Summe     | 429.301          |